# الحساب يا مدموازيل (فلم)
الحساب يامدموازيل هو فيلم مصري عرض عام 1987، من بطولة نيللي، لبلبة ،توفيق الدقن وغيرهم ومن إخراج أنور الشناوي.

## قصة الفيلم
تقوم مجموعة من الفتيات بعد انتهاء الدراسة بالعمل في إحدى الكافتيريات، سلمى التي تعاني من معاملة شقيقها (أحمد) السيئة، وترفض الزواج من (خالد)؛ الشاب الثري الذي يشبه أخيها في طريقة تعامله معها، و(زيزي) التي تفقد الثقة في الرجال بسبب خداع أحدهم لها، و(سميرة) التي تشعر بالحزن لفقدان زوجها في حرب أكتوبر. تمضي الحياة بالفتيات الثلاث بين صراع مرير..

## القصة كاملة
زيزي شكري (نيللي) تخرجت من الجامعة، وأرادت إكتساب الخبرة الحياتية، بمخالطة الناس والتعامل معهم، فإلتحقت بالعمل بكافتيريا ملحقة بأحد الفندق الكبري. كانت زيزي تعيش مع والدها المريض (عماد حمدي) ووالدتها (فتحية شاهين) وأخيها الأكبر المدلل الفاسد أحمد (سمير حسني)، الدائم السهر ولعب القمار والغياب عن المنزل، ويحصل على المال من والدته، ويرفض عمل زيزي خادمة ومرمطون في كافيتيريا، وأخيها الأصغر صلاح (صلاح السعدني)، خريج معهد التمثيل، الباحث عن فرصة. تكتشف زيزي أن التعليم في الشارع مجاني، ولكن التطبيق له ثمن ندفعه طول العمر، وأن الحياة ليست صعبة، طالما كنا نحبها، ولكن الناس هم الذين يصعبونها، عندما يحبون إنفسهم فقط، وقد إكتشفت ذلك من خلال تعاملها، مع الزبائن ومع زملاءها في العمل، فالزبائن متعالون وعصبيون ومتحرشون وطالبي متعة حرام، وزملاءها نماذج مختلفة، لكل منهم ظروفه الحياتية، فعادل (سيف عبدالرحمن) يعمل كاشير، ويعاني من صمام في القلب، ورغم ذلك يستعد لتحضير الماجستير، ويحب زيزي في صمت، ولا يقدم على مصارحتها بحبه، بسبب ظروفه الإجتماعية الصعبة، ولكنه نعم الصديق الوفي لزيزي. ميس دلال (راوية أباظة)، تعلمت في مدارس أجنبية، وتعيش مع نفسها وحيدة ومسترجلة، حتى فاتها قطار الزواج، ورغم ذلك ترفض الاقتران بالكابتن سامي (جمال إسماعيل) مدير الكافيتريا. سميرة (حياة قنديل) أحبت ضابط الجيش عصام (طارق النهري)، وانجبت وليدها في يوم إستشهاد عصام، وأصيبت بإنهيار عصبي، يعاودها كلما شاهدت ضابطاً من الجيش، فتظنه حبيبها عصام. زينات (لبلبه) مات والدها وترك ميراث لها ولوالدتها (ناديه عزت)، تنازعا عليه مع أعمامها، وتولي القضية المحامي حمدي (يوسف فخر الدين) الذى أقام معها علاقة، وعلمها الحب، حتى علم أن والدها أوصي لها بعشرة آلاف جنيه، واوصي لوالدتها بخمسون ألف جنيهاً، فتركها وتزوج من والدتها، فتركت المنزل لهما وأقامت في بنسيون، وإلتحقت بالعمل في الكافيتريا، وتعمل في الملاهي الليلية سراً، وتتعامل بيسر مع المتحرشين من الزبائن، وتستجيب لنداءاتهم، فقد قررت الإنتقام من كل الرجال، وإعتادت سرقة الزبائن وسرقة زميلاتها في العمل، حتى تم القبض عليها. أحلام (سمية الالفي) وقعت في شباك الشاب الثري اللاهي شريف (فاروق الفيشاوي) وأحبته، وعندما تحركت ثمرة حبها في أحشاءها، طلب منها شريف التخلص منه، ولكنها رفضت التخلص من حبها، ورفضت جميع الوساطات التى طالبتها بالتخلص من حملها، وعندما واجهت شريف بمشكلتها لأخر مرة، أخبرها أنه لن يتزوج من أخطأت معه، واكتشفت علاقته بأخري، فتركته نادمة على ثقتها به. وعندما يقبض على شقيق زيزي الأكبر، بتهمة شيك بدون رصيد، نتيجة لعب القمار، تتعاون مع اخيها صلاح، لجمع كل مدخراتهم لتسديد دين القمار، وإنقاذ أخيهم المدلل، الذى يعاملهم دوماً بقسوة شديدة، وذلك حتى لا يشعر والدهم المريض، بإنحراف إبنه الأكبر. وأخيراً سلمي عبدالفتاح (زيزي البدراوي) التى أوصاها والدها قبيل موته، بالعناية بأخيها الأصغر، حتى يتخرج من الجامعة، وتبذل سلمي أقصي جهدها للإنفاق على شقيقها، لتحقيق وصية والدها، وعندما يرق قلبها ويدق للشاب الناجح خالد (فكري أباظة) ترفض الإقتران به حتى تنتهي من تسديد دين والدها، وترفض ان يتولي خالد المسئولية بدلاً منها، كما ترفض مشاركته لها في تحمل الأعباء، وعندما يسافر خالد للكويت في رحلة عمل تستغرق عدة شهور، يسلمها شيك على بياض للاطمئنان على أخيها، وتحتفظ سلمي بالشيك، لأن كرامتها لا تسمح لها بصرفه، وعندما يعود خالد، ويبشرها بنجاح أخيها، وانتهاء مهمتها، توافق على الزواج به. وفى الفرح يكتشف الجميع أن الراقصة، هى زميلتهم السابقة زينات، بعد الافراج عنها، وتسأل زيزي عن سبب تأخر أحلام في الحضور، فيخربونها بإنتحارها، وتتكتم زيزي الأمر، حتى لا تفسد الفرح. (الحساب يا مودموزيل)

## طاقم التمثيل
| - نيللي: زيزي - لبلبة: زينات - زيزي البدراوي: سلمى - سمية الألفي: احلام - راوية أباظة: دلال - حياة قنديل: سميرة - أمينة الشريعي: مدام شوشو - عماد حمدي: شكري - توفيق الدقن: محروس | - فتحية شاهين: والدة زيزي - نادية عزت: والدة زينات - سيف عبد الرحمن: عادل - صلاح السعدني: صلاح - سمير حسني: احمد شكري - فكري أباظة: خالد - طارق النهري: عصام - فاروق الفيشاوي: شريف | - يوسف فخر الدين: حمدي - أسامة عباس: مجدي الطوخي - جمال إسماعيل: كابتن سامي - صلاح يحيى: أبو سمرة - سائق الميكروباص - فيفي عبده: صديقة شريف - أديب الطرابلسي: لاعب القمار ١ - سمير رستم: لاعب القمار ٢ - إبراهيم قدري: راكب الاوتوبيس | - منصور الجوهري - محمود أبو زيد - حلمي هلالي - حسان اليماني (حسان فضل): زبون - عبد الرحمن حامد: زبون ثائر - عمر ناجي: محمود - عبد المنعم النمر: ضابط مباحث - حسن مصطفى علي: الطبيب. |

## فريق العمل
| - محمد الشيخ: موسيقى تصويرية - نيللي: غناء - منير مراد: ألحان وموسيقى تصويرية - فتحي قورة: كلمات الأغاني - أنور الشناوي: مخرج - كمال رزق: مخرج مساعد - إبراهيم فتحي: مساعد مخرج ثان - محمد الحبشي: كلاكيت - كمال أبو العلا: مونتير - ليلى السايس: نيجاتيف | - حسن النجار: مركب الفيلم - شريف ورد: مركب الفيلم - عدلي فهيم: مؤلف - صبري عزت: سيناريو وحوار - أنور الشناوي: سيناريو وحوار - جمال ربيع: حوار - رفعت فؤاد جرجس: مدير الإنتاج - يوسف عبيد: إدارة الإنتاج - سفنكس فيلم للإنتاج والتوزيع (عادل حسني): منتج - ملاك توفيق: إدارة الإنتاج | - وديد سري: مدير التصوير - فوزي إبراهيم: مصور - جميل عبدالرحمن: مساعد مصور - نصري عبدالنور: كبير مهندسي الصوت - عباس بسيوني: مساعد الصوت - سامى السيد: مساعد الصوت - ستوديو مصر: الطبع والتحميض - سامي حسن: مدير المعامل - سعيد الجزار: مصحح الألوان - ماهر عبدالنور: مهندس الديكور | - نجيب خوري: منسق المناظر - بهيج حسنين: م. منسق المناظر - عبدالوهاب قطب: ماكيير - فاروق عامر: مصفف الشعر - تركي الهواري: ريجيسير - علي أيوب: ريجيسير - صلاح حبيب: التتر - عبدالعزيز عبدالناصر: مصور فوتوغرافيا - الهيئة المصرية العامة للسينما والمسرح والموسيقى: موزع - سعدية ابراهيم: خيّاطة |

## وصلات خارجية
- مقالات تستعمل روابط فنية بلا صلة مع ويكي بيانات